# 韦滕施泰因

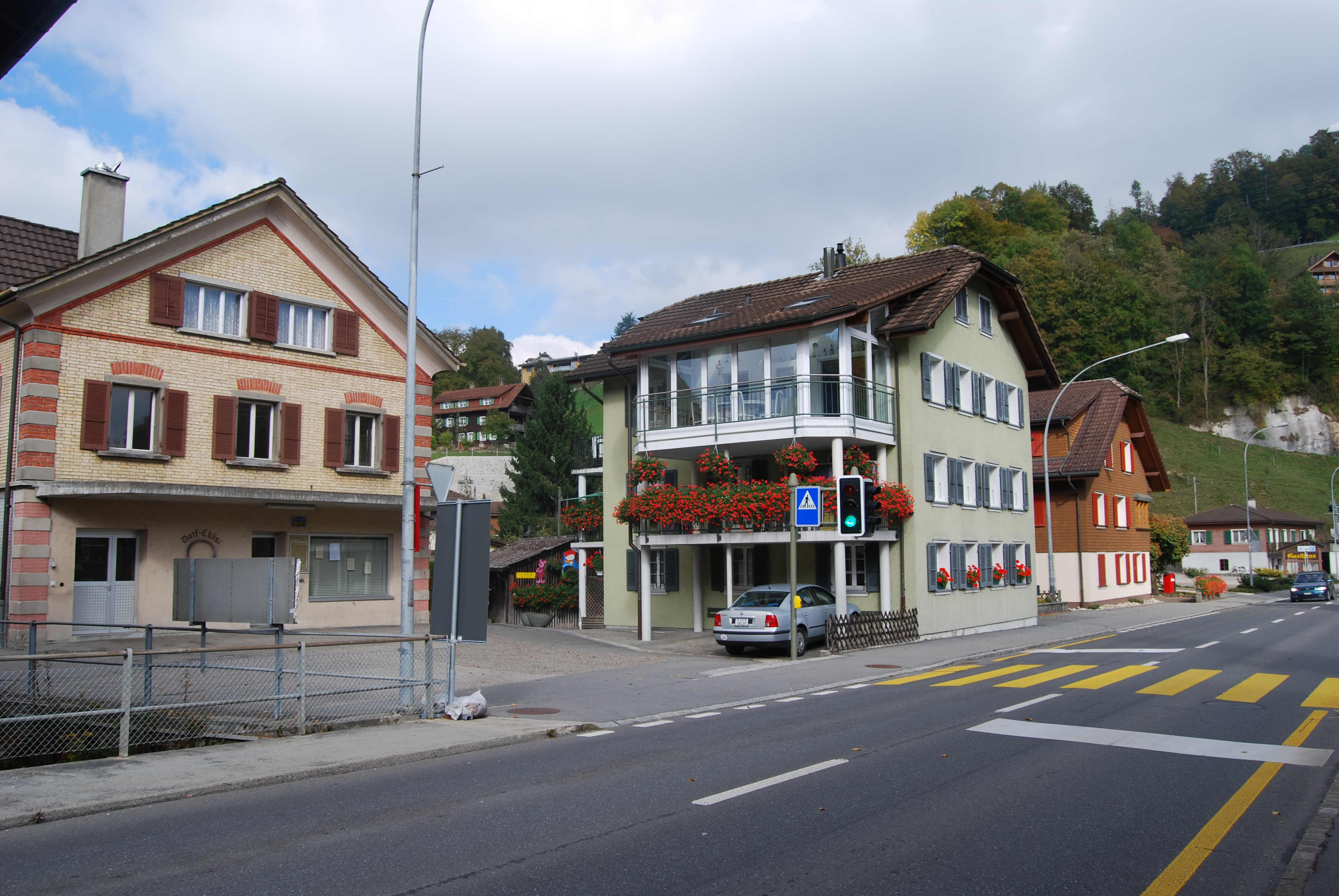

韋滕斯泰因是瑞士的城鎮，位於該國中部，由琉森州負責管轄，面積15.77平方公里，三成土地是森林，海拔高度585米，2011年人口1,942，人口密度每平方公里123人。